# Jeene Ki Raah
Jeene Ki Raah ist ein erfolgreicher Bollywoodfilm aus den 60er Jahren. Der Film ist ein Remake des Telugufilms Bratuku Theruvu (1953).

## Handlung
Um seine Familie im Dorf ernähren zu können, würde Mohan jeden Job annehmen. Dank seines Freundes Dr. Manohar lernt er den reichen Mr. Rai kennen, der momentan die freie Stelle eines Sekretärs besetzen möchte. Doch eine Bedingung muss Mohan erfüllen: Er darf nicht verheiratet sein. Trotz seines schlechten Gewissens leugnet er die Heirat mit Shobha und nimmt so den neuen Job an. Außerdem hat Mohan eine günstige Wirkung auf Mr. Rais hübsche Tochter Radha. Seit dem Tod ihrer Mutter konnte Radha den Verlust nicht verkraften. In Mohans Gegenwart vergisst sie ihre Sorgen und findet wieder Freude am Leben.
In der Hoffnung, dass sich auch in Mohans Leben alles zum Guten wendet, schickt er immer wieder Geld an seine Familie. Doch die gierige Schwester Durga behält alles für sich. So kommt es, dass Mohans Familie samt Mutter Janki, Ehefrau und Geschwistern sich in die Großstadt begeben und nach Mohan suchen.
Nun steckt Mohan in Schwierigkeiten. Eine Zeitlang führt er ein Doppelleben, damit Radha und Mr. Rai nichts von seiner Familie erfahren. Letztendlich kann er die Wahrheit nicht umgehen und das Versteckspiel kommt ans Licht. Beide Parteien sind von Mohan enttäuscht, dennoch verzeihen sie ihm und Radha findet ihr Glück bei Mohans Freund Dr. Manohar.

## Musik
| Songtitel                   | Sänger/in                              |
| --------------------------- | -------------------------------------- |
| Aap Mujhe Achche Lagne Lage | Lata Mangeshkar                        |
| Aa Mere Humjoli Aa          | Mohammad Rafi, Lata Mangeshkar         |
| Aane Se Uske Aaye Bahaar    | Mohammad Rafi                          |
| Aane Se Uske Aaye Bahaar    | Mohammad Rafi, Bhupindra Singh         |
| Chanda Ko Dhundne           | Mohammad Rafi                          |
| Chanda Ko Dhundne           | Asha Bhosle, Usha Mangeshkar, Hemalata |
| Ik Banjaara Gaaye           | Mohammad Rafi                          |
| Badi Mastani Hai            | Mohammad Rafi                          |

## Auszeichnungen
Filmfare Award 1970
- Filmfare Award/Beste Musik an Laxmikant Pyarelal
- Filmfare Award/Beste Playbacksängerin an Lata Mangeshkar für den Song Aap Mujhe Achche Lagne Lage

Nominierungen:
- Filmfare Award/Bester Film an L. V. Prasad
- Filmfare Award/Beste Regie an L. V. Prasad
- Filmfare Award/Bester Playbacksänger an Mohammad Rafi für Badi Mastani Hai
- Filmfare Award/Bester Liedtext an Anand Bakshi für den Song Badi Mastani Hai